# Erdmannlistein

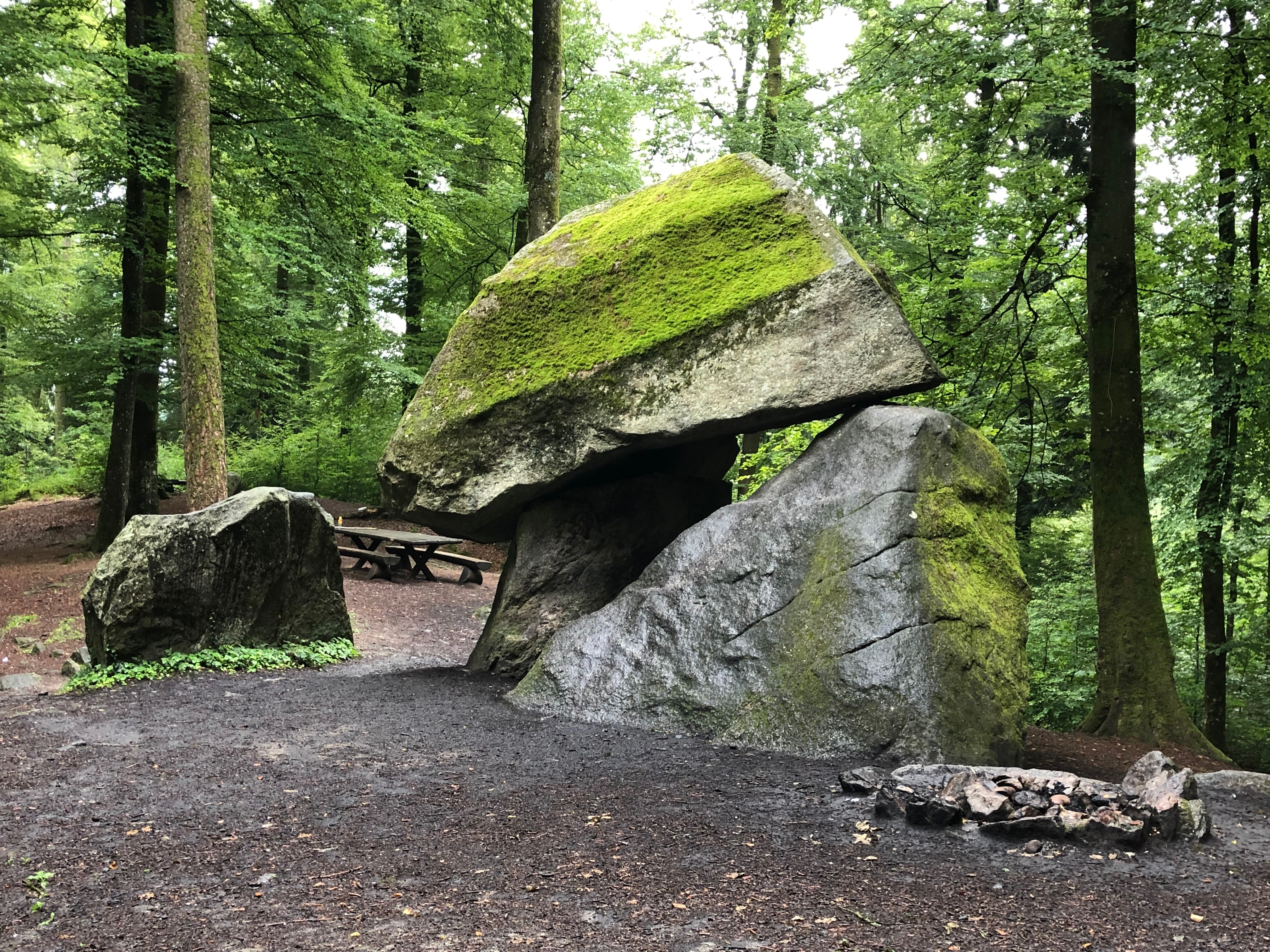
Erdmannlistein

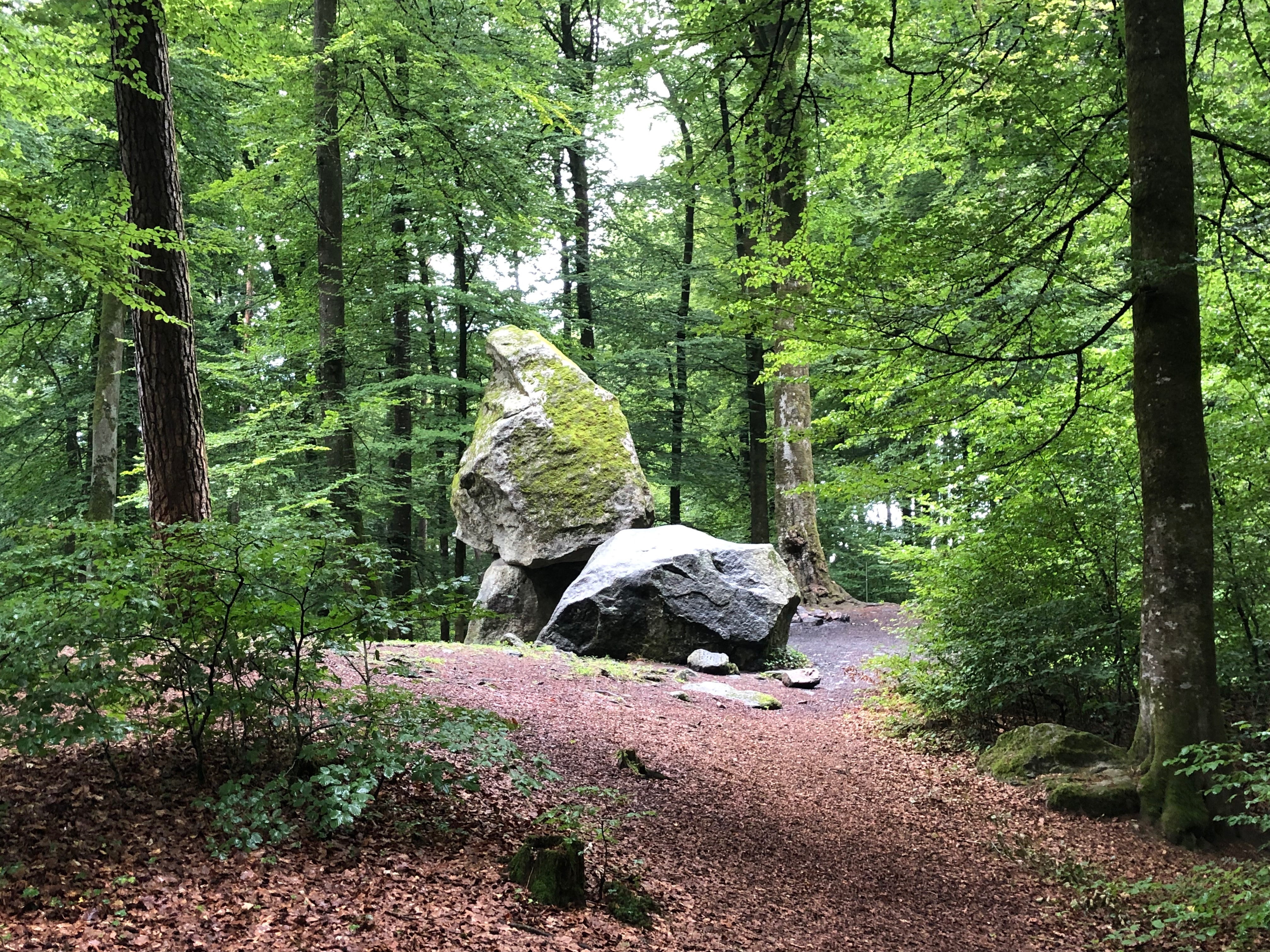
Erdmannlistein

Als Erdmannlistein wird eine Gruppe von Findlingen im Kanton Aargau in der Schweiz bezeichnet. Es handelt sich um erratische Blöcke aus Granit des Reussgletschers. Sie liegen auf dem Gebiet der Gemeinde Wohlen knapp an der Grenze zu Bremgarten auf einem Moränenwall des Wagenrains, zwischen Torfmoos und der Bahnhaltestelle Erdmannlistein auf einer Höhe von 457 m ü. M.

## Situation
Die Felsformation besteht aus zwei ca. fünf Meter hohen Felsbrocken, auf denen ein dritter, grösserer Block liegt. Vermutlich haben sich die Felsbrocken durch die Last ihres eigenen Gewichts (rund 60 Tonnen) teilweise in den Waldboden gesenkt. Sie bestehen aus weissem, gneishaltigem Granit und wurden während der Würmeiszeit durch den Reussgletscher aus dem Aarmassiv ins Mittelland transportiert. Die Blöcke des Erdmannlistein zählen zu den grössten noch erhaltenen Erratikern der Gegend. Mit den anderen Findlingen zeigen sie eine auffallende Häufung. Eine rein zufällige Anordnung der Findlinge ist nicht ausgeschlossen. Es wird jedoch angenommen, dass sie von Menschenhand aufeinandergeschichtet wurden oder sogar zu dieser Stelle transportiert wurden. Es gibt Annahmen, dass es sich bei der Anordnung um eine prähistorische Kulturstätte handeln könnte, die beispielsweise als Fixpunkt eines Kalendersystems gedient haben könnte. Zahlreiche kleinere, menhirartige Steine in der Umgebung, die auf einer Fläche von rund 1 km² in einer entsprechenden Position stehen, stützen diese Theorie.
Etwa 350 Meter südlich des Erdmannlisteins liegt der Bettlerstein.

## Sagen
Unter dem Erdmannlistein soll laut einer lokalen Sage der Eingang zu einer Höhle gewesen sein. Darin hätten die zutraulichen «Erdmannli» (Erdmännchen) gelebt, den Heinzelmännchen ähnliche Wesen. Sie hätten Tänze und Sprünge aufgeführt und dafür von den Menschen Gemüse als Belohnung erhalten. Als zwei junge Burschen Steine in die Höhle geworfen hätten, seien die «Erdmannli» für immer verschwunden. Unter Kindern kursiert die Sage, dass die «Erdmannli» dann wieder hervorkämen, wenn es jemand schaffte, sieben Mal mit angehaltener Luft um den Erdmannlistein zu rennen (was unmöglich ist).
Dem Erdmannlistein wird auch die Rolle eines Chindlisteins zugeschrieben.

## Zugang
Erreichbar ist der Erdmannlistein über Wanderwege oder von der rund 200 Meter entfernten, gleichnamigen Haltestelle der Bremgarten-Dietikon-Bahn. Die Zufahrt mit Motorfahrzeugen ist nicht möglich.